# Bjørn Tore Kvarme
Bjørn Tore Kvarme (*Trondheim, Sør-Trøndelag, Noruega, 17 de junio de 1972) es un futbolista noruego retirado. Jugaba de defensa, y su primer equipo fue el Rosenborg Ballklub. 
Kvarme es un jugador polivalente que puede jugar tanto como lateral derecho como defensa central. En sus inicios jugó por la banda derecha como jugador ofensivo.

## Biografía
Kvarme se formó en el Utleira, un club de Trondheim donde jugó en categorías inferiores. En 1991 fichó por primera vez por el Rosenborg, principal equipo de su ciudad natal. A partir de 1992 comenzó un largo periodo de dominio del Rosenborg en el fútbol noruego. Kvarme tomó parte en el inicio de este periodo ganando con el Rosenborg 5 títulos consecutivos (1992 a 1996) de la Tippeligaen (Liga de Fútbol de Noruega) y 2 títulos de la Copa de Noruega de Fútbol (1992 y 1995).
En esta primera etapa en el club noruego permanece durante seis temporadas, titular desde 1993, jugó 88 partidos de Liga y marcó 2 goles. A finales de la temporada 1996, parecía que iba a fichar por el Stabæk IF de Oslo, pero apareció la oferta del Liverpool Football Club de la liga inglesa y Kvarme marchó a jugar a Inglaterra, aprovechándose de la Ley Bosman. 
Kvarme comenzó bien en el equipo inglés. La temporada 1997-98 fue excelente a nivel personal y así por ejemplo fue seleccionado como uno de los jugadores elegibles de la votación del equipo del año de la revista francesa France Football, aunque no salió elegido en el 11 ideal. En 1997 fue llamado también por única vez en su vida para disputar un partido con la Selección de fútbol de Noruega.
Sin embargo su estrella fue declinando en Liverpool. A pesar de los 3 años que permanece en el club y los 45 partidos de Liga que jugó, nunca consiguió asentarse en el once titular de los Reds y acabó siendo un habitual del banquillo.
En el verano de 1999 es vendido al Saint-Étienne de la Ligue 1 francesa, donde permanece dos temporadas y juega 53 partidos de Liga. En los verts de Saint-Étienne Kvarme se convierte en un fijo de la defensa central y en el capitán del equipo.
En 2001 ficha por la Real Sociedad de Fútbol de la Primera División de España, equipo en el que juega 3 temporadas. En la Real Kvarme juega 84 partidos de Liga y vuelve a disputar la Liga de Campeones de la UEFA tras el segundo puesto en la temporada 2002-03 de la Liga española de fútbol.
En 2004 ficha por el Sporting Club de Bastia francés, pero Kvarme y su familia no se adaptan a la vida en Córcega y deja el equipo después de media temporada, volviendo en 2005 al que fuera su primer equipo, el Rosenborg.
Desde su regreso al Rosenborg ha tenido problemas con las lesiones, que le han tenido apartado del equipo durante meses, lo que le ha impedido tener continuidad en el juego. A pesar de haber ganado otro título de la Tippeligaen en 2006, en agosto de 2007 Kvarme anunció públicamente que se retiraría al finalizar la temporada en curso. Se retiró en mitad de la temporada 2008.

### Selección nacional
Ha sido internacional con la Selección de fútbol de Noruega en una ocasión, en un amistoso contra Colombia en 1997.
Llama la atención que un jugador que ha disputado varias de las ligas de mayor nivel de Europa solo haya jugado un partido con la selección noruega. Por una razón u otra, el seleccionador Egil "Drillo" Olsen(1990-98) no encontró nunca sitio en la selección para Kvarme, llamándole únicamente en una única ocasión para disputar un amistoso.
Cuando Nils Johan Semb (1998-2003) se hizo cargo de la selección abrió las puertas de la misma a Kvarme, pero este declinó la invitación a jugar con Noruega, por motivos familiares.

## Clubes
| Club                    | País       | Año       |
| ----------------------- | ---------- | --------- |
| Rosenborg Ballklub      | Noruega    | 1991-1996 |
| Liverpool Football Club | Inglaterra | 1996-1999 |
| Saint-Étienne           | Francia    | 1999-2001 |
| Real Sociedad de Fútbol | España     | 2001-2004 |
| Sporting Club de Bastia | Francia    | 2004-2005 |
| Rosenborg Ballklub      | Noruega    | 2005-2008 |

## Palmarés

### Campeonatos nacionales
| Título                    | Club               | País    | Año  |
| ------------------------- | ------------------ | ------- | ---- |
| Tippeligaen               | Rosenborg Ballklub | Noruega | 1992 |
| Copa de Fútbol de Noruega | Rosenborg Ballklub | Noruega | 1992 |
| Tippeligaen               | Rosenborg Ballklub | Noruega | 1993 |
| Tippeligaen               | Rosenborg Ballklub | Noruega | 1994 |
| Tippeligaen               | Rosenborg Ballklub | Noruega | 1995 |
| Copa de Fútbol de Noruega | Rosenborg Ballklub | Noruega | 1995 |
| Tippeligaen               | Rosenborg Ballklub | Noruega | 1996 |
| Tippeligaen               | Rosenborg Ballklub | Noruega | 2006 |

- Datos: Q2288840
- Multimedia: Bjørn Tore Kvarme / Q2288840